# Преваленца
Преваленца је статистички појам којим се у епидемиологији изражава укупан број оболелих особа унутар неке популације у датом временском тренутку у односу на целу популацију, без обзира на то када се конкретна болест појавила. Добијени податак представља релативни број и изражава се у процентима или промилима. Може да се користи и за одређивање распрострањеност разних стања, броја пушача у популацији итд. Ове информације се користе у медицини и другим областима за планирање одређених радњи и активности у циљу смањења преваленце.
За разлику од преваленце која се односи на све случајеве неке болести у конкретној популацији, инциденца сагледава само нове случајеве болести у неком временском интервалу (најчешће је то једна календарска година).
|  | Овај текст је објашњење појма везаног за медицинске и сродне науке.Текст има за циљ опширније описивање појма, проширивање његовог значења и повезивање са сродним чланцима. |